# Grêmio da Justiça da América
O Grêmio da Justiça da América (do inglês Justice Guild of America) é um grupo de heróis pertencente à editora estadunidense DC Comics e à Warner Bros. Animation, e foi baseado no primeiro grupo de super-heróis a aparecer historicamente nas Histórias em Quadrinhos (a Sociedade da Justiça).

Criado por Bruce Timm e os escritores Stam Berkowitz e Rich Fogel, o GJA, como também é conhecido, teve sua primeira aparição em Justice League Episódio 16 (2001).

## História
O GJA original morreu em 1961 em uma Guerra Nuclear fictícia. Quarenta anos depois, em uma Terra de outra dimensão conhecida como Terra-Ativa, o super-herói Flash, com suas habilidades de super-velocidade, atravessou a barreira dimensional e foi para Terra do Grêmio da Justiça, numa Terra Paralela, e levou consigo os super-heróis Lanterna Verde, Mulher-Gavião e Caçador de Marte. Os quatro heróis de outra dimensão se uniram ao GJA, e depois de um tempo descobriram que na verdade todos os membros da GJA eram uma ilusão realista criada por um mutante sobrevivente da Guerra Nuclear. Por fim, os super-heróis da Terra Ativa voltaram para sua dimensão usando um portal que havia sido construído por Tom Turbina, e que fora carregado com a energia do anel do Lanterna Verde. O Episódio foi uma homenagem ao escritor da DC Comics, Gardner Francis Fox.